# Jordens fremtid
|  | Denne artikel beskriver en fremtidig begivenhed Denne artikel eller sektion handler om planlagt eller forventet fremtidig begivenhed. Der kan forekomme spekulativ information, og indholdet kan ændres dramatisk når begivenheden nærmer sig og mere information bliver tilgængelig. |

 Denne artikel bør gennemlæses af en person med fagkendskab for at sikre den faglige korrekthed.
       – de mange fagudtryk, antagelser, ræsonnementer og tidsangivelser – (se evt. 'huskeliste') 

Jordens biologiske og geologiske fremtid kan ekstrapoleres ud fra anslåede langtidsvirkninger af flere forhold,
herunder kemiske forhold på jordoverfladen, hastigheden for afkøling af Jordens indre, forskellige forhold vedrørende tyngderelationer med andre objekter i solsystemet og en stigning i Solens lysstyrke.
En usikker faktor i denne ekstrapolering er bedømmelsen af indflydelsen af den af mennesket introducerede teknologi, 'klimateknik' eller geoengineering, der kan vise sig at forårsage betydelige ændringer på planeten.
Menneskelig aktivitet er involveret i den sjette store eller holocæne massedød, og virkningerne kan vare i op til fem millioner år.
Hvis teknologi viser sig at udrydde menneskeheden, kan Jorden derefter muligvis gradvist vende tilbage til et langsommere evolutionært tempo, der kun beror på langvarige naturlige processer.
Over tidsintervaller på flere hundrede millioner år kan tilfældige astronomiske begivenheder udgøre en global risiko for biosfæren, hvilket kan resultere i masseuddøen.
Det kunne være indslag af kometer eller asteroider eller en stor stjerneeksplosion, en supernova, inden for en radius fra Solen på ca. 100 lysår.
Andre store geologiske begivenheder er mere forudsigelige.
Milankovićteorien forudsiger, at Jorden vil fortsætte med at gennemgå istider i det mindste indtil den kvartære glaciation ophører.
Disse perioder er forårsaget af variationer i excentricitet, aksehældning og præcession af Jordens bane.
Som en del af den igangværende superkontinentcyklus vil pladetektonik sandsynligvis resultere i et superkontinent om 250-350 millioner år.
På et tidspunkt inden for de næste 1,5-4,5 milliarder år kan Jordens aksiale hældning begynde at gennemgå kaotiske variationer med ændringer i den aksiale hældning på op til 90°.
Solens lysstyrke vil støt stige, hvilket resulterer i en stigning i den solstråling, der når Jorden (en: 'solar irradiance').
Det vil resultere i en højere forvitringsrate af silikatmineral, hvilket vil medføre et fald i niveauet af kuldioxid i atmosfæren. I løbet af de næste ca. 600 millioner år vil niveauet for kuldioxid falde til under det niveau, der er nødvendigt for at opretholde planters kulstoffiksering ved fotosyntese ('C3 fiksering', se kulstofkredsløb, stofskiftevej).
Nogle planter bruger 'C4-kulstoffikseringsmetoden', hvilket giver dem mulighed for at eksistere ved kuldioxidkoncentrationer helt ned til 10 ppm, milliontedele.
Den langsigtede tendens er dog, at plantelivet uddør og dermed også næsten alt dyreliv, da planter indgår som producent i fødekæden på Jorden.
Om ca. en milliard år vil sollysets styrke være omkring 10% højere end i øjeblikket.
Det vil gøre atmosfæren til et 'fugtigt drivhus' og resultere i en 'løbsk' fordampning af verdenshavene ved positiv tilbagekobling.
Som en sandsynlig konsekvens vil pladetektonikken ophøre og med den hele kulstofkredsløbet.
Efter denne begivenhed – om ca. 2-3 milliarder år – kan Jordens magnetiske dynamo ophøre, hvilket får magnetosfæren til at henfalde og fører til et accelereret tab af flygtige stoffer, 'volatiler', fra den ydre atmosfære, exosfæren.
Om fire milliarder år vil stigningen i Jordens overfladetemperatur forårsage en løbsk drivhuseffekt, der opvarmer overfladen nok til at smelte den.
På det tidspunkt vil alt liv på Jorden blive udryddet.
Den mest sandsynlige skæbne for Jorden er at den bliver opslugt af Solen om ca. 7,5 milliarder år, efter at stjernen er blevet en rød kæmpe og har udvidet sig ud over Jordens nuværende bane.

## Menneskelig indflydelse
Mennesket spiller en nøglerolle i biosfæren, idet den store menneskelige befolkning dominerer mange af Jordens økosystemer.
Det har resulteret i en udbredt, vedvarende masseuddøen af andre arter under den nuværende geologiske epoke, holocæn, se geokronologi.
Det store tab af arter forårsaget af menneskelig indflydelse siden 1950'erne er blevet kaldt en 'biotisk krise', hvor anslået 10% af det samlede antal arter var forsvundet i 2007.
Med den nuværende hastighed er ca. 30% af arterne i fare for udryddelse i løbet af de næste hundrede år.
Den holocæne massedød er resultatet af ødelæggelse af levesteder, udbredelsen af invasive arter, jagt og klimaændringer.
I dag har menneskelig aktivitet haft en betydelig indflydelse på Jordens overflade.
Mere end en tredjedel af landoverfladen er blevet ændret ved menneskelige handlinger, og mennesker bruger ca. 20% af den globale primære produktion.
Koncentrationen af kuldioxid i atmosfæren er steget med næsten 30% siden begyndelsen af den industrielle revolution.
Konsekvenserne af en vedvarende biotisk krise er forventet at vare i mindst fem millioner år.
Det kan resultere i et fald i biodiversitet og homogenisering af biomer, ledsaget af en spredning af opportunistiske arter som skadedyr og ukrudt.
Nye arter kan også opstå; især taksa, der klarer sig godt i menneskedominerede økosystemer, kan hurtigt diversificere sig til mange nye arter.
Mikrober drager sandsynligvis fordel af forøgelsen af næringsrige miljønicher.
Der opstår sandsynligvis ingen nye arter fra eksisterende store hvirveldyr, og fødekæder vil sandsynligvis blive afkortede.
Der er flere scenarier for kendte risici, der kan have en global indflydelse på Jorden.
Fra menneskehedens perspektiv kan man opdele i dem der kan overvindes og dem der ikke kan.
Til de risici menneskeheden udgør for sig selv hører klimaforandringer, misbrug af nanoteknologi ('grey goo', gråt vammelt stads), en omfattende krig med kernevåben, krigsførelse med en programmeret superintelligens, en genetisk manipuleret sygdom eller en katastrofe forårsaget af et fysisk eksperiment.
Tilsvarende kan flere naturlige begivenheder udgøre en dommedagstrussel, herunder en meget ondartet sygdom, virkningen af en asteroide eller komet, løbsk drivhuseffekt og opbrug af visse ressourcer.
Der kan også være muligheden for et angreb ved fra en udenjordisk livsform.
De faktiske odds for at disse scenarier skulle forekomme, er vanskelige, hvis ikke umulige, at udlede.
Hvis mennesket (homo sapiens) bliver udryddet, vil de forskellige strukturer, der skyldes mennesket, begynde at forfalde.
De største strukturer har en anslået halveringstid for nedbrydning på ca. 1.000 år.
De sidste overlevende strukturer vil sandsynligvis være åbne miner, store deponeringsanlæg, større motorveje, brede kanalgennemskæringer og jorddæmninger (en: earth-fill flank dams).
Nogle store stenmonumenter som pyramiderne i Giza Nekropolis eller skulpturerne ved Mount Rushmore kan muligvis stadig eksistere i en eller anden form efter en million år.

## Tilfældige hændelser
Når solen kredser om Mælkevejen, kan 'vandrende stjerner' nærme sig tæt nok til at have en forstyrrende indflydelse på solsystemet.
Et tæt stjernemøde kan forårsage en markant reduktion i periheliumafstandene (~apsis?) til kometer i Oortskyen – en hypotetisk sværm af utallige små islegemer (kometkerner), som kredser omkring solsystemet inden for et halvt lysår.
Et sådant møde kan udløse en stigning på omkring 40 gange i antallet af kometer, der når det indre solsystem.
Nedslag fra en sådan sværm af kometer kan udløse en masseudryddelse af livet på Jorden.
Sådanne forstyrrende møder forekommer i gennemsnit en gang for hver 45 millioner år.
Den gennemsnitlige tid der er nødvendig for, at solen kolliderer med en anden stjerne i dens nærhed er ca. 3 × 1013 år, hvilket er meget længere end den anslåede alder for Mælkevejen som er ~ 1,3 × 1010 år.
Det kan tages som en indikation af den lave sandsynlighed for, at en sådan begivenhed finder sted i løbet af Jordens levetid.
Den energi der udløses fra nedslaget af en asteroide eller komet med en diameter på 5-10 km eller større er tilstrækkelig til at skabe en global miljøkatastrofe og forårsage en statistisk signifikant stigning i antallet af arter der udryddes.
Blandt de skadelige virkninger af et større nedslag er en sky af fint støv der dækker planeten, hvilket forhindrer noget af det direkte sollys i at nå jordoverfladen (~diffus stråling) og sænker derved landtemperaturen med ca. 15 °C inden for en uge og forhindrer fotosyntesen i flere måneder – svarende til en atomvinter, nuklear vinter.
Den gennemsnitlige tid mellem større nedslag anslås at være mindst 100 millioner år.
I løbet af de sidste 540 millioner år har simuleringer vist at en sådan påvirkningsgrad er tilstrækkelig til at forårsage 5-6 større og 20-30 begivenheder af lavere sværhedsgrad.
Det svarer til den geologiske registrering af betydelige udryddelser under phanerozoikum, 'de synlige dyrs tidsalder', som er den æon hvor det rigeste dyreliv har eksisteret.
Sådanne begivenheder kan forventes at fortsætte ind i fremtiden.
En supernova er en kataklysmisk eksplosion af en stjerne.
I Mælkevejen forekommer supernovaeksplosioner i gennemsnit en gang hvert 40. år.
I løbet af Jordens historie har flere sådanne begivenheder sandsynligvis fundet sted inden for en afstand af 100 lysår – en 'nærjordisk supernova'.
Eksplosioner inden for denne afstand kan forurene planeten med radioisotoper og muligvis påvirke biosfæren.
Gammastråler udsendt fra en supernova reagerer med nitrogen i atmosfæren og producerer nitrogenoxider.
Disse molekyler medvirker til nedbrydning af ozonlaget, der beskytter overfladen mod ultraviolet (UV) stråling fra solen.
En stigning i UVB-stråling på kun 10-30% er tilstrækkelig til at forårsage en betydelig påvirkning af livet, især på planteplanktonet, der danner basen i den oceaniske fødekæde.
En supernovaeksplosion i en afstand af 26 lysår halverer ozonsøjletætheden.
I gennemsnit forekommer en supernovaeksplosion inden for 32 lysår en gang hvert par hundrede millioner år, hvilket resulterer i udtynding af
af ozonlaget i flere hundrede år.
I løbet af de næste to milliarder år vil der være omkring 20 supernovaeksplosioner og gammaglimt, der kan have en betydelig indflydelse på klodens biosfære.
Den trinvis voksende virkning af gravitationsforstyrrelser (perturbationer) mellem planeterne får det indre solsystem som helhed til at opføre sig kaotisk over lange tidsperioder.
Det påvirker ikke solsystemets stabilitet i intervaller på nogle få millioner år eller mindre, men over milliarder af år bliver planeternes baner uforudsigelige.
Computersimuleringer af solsystemets udvikling over de næste fem milliarder år antyder, at der er en lille (mindre end 1%) chance for, at der kan forekomme en kollision mellem Jorden og enten Merkur, Venus eller Mars.
I det samme interval er chancerne for, at Jorden bliver sendt ud af solsystemet af en forbipasserende stjerne i størrelsesordenen én pr. 105.
I et sådant scenarie fryser verdenshavene inden for nogle millioner år, hvilket kun efterlader få lommer med flydende vand ca. 14 km under Jorden.
Der er en lille chance for, at Jorden i stedet skulle blive fanget af et forbigående binært stjernesystem, dobbeltstjerne, der tillader planetens biosfære at forblive intakt.
Chancen for at det sker er omkring en pr. tre millioner.

## Jordens bane og rotation
Gravitationsforstyrrelser (perturbationer) fra de øvrige planeter i solsystemet samvirker i ændringen af Jordens bane og orienteringen af dens aksehældning (se Jordens rotation).
Disse ændringer kan påvirke Jordens klima.
På trods af sådanne interaktioner viser meget nøjagtige simuleringer, at Jordens bane samlet set sandsynligvis forbliver dynamisk stabil i milliarder af år ud i fremtiden.
I alle 1.600 simuleringer forblev planetens halve storakse, excentricitet og banehældning næsten konstant.

### Glaciation, istider
Der har gennem Jordens historie været cykliske istider, hvor gletsjere periodisk har dækket kontinenterne på de højere breddegrader.
Istid kan forekomme på grund af ændringer i havcirkulationen og 'kontinentalitet' – påvirkningsgraden fra store landmasser – forårsaget af pladetektonik.
Milankovićteorien forudsiger at perioder med forøget isdannelse – modsat mellemistider – forekommer under istider på grund af astronomiske faktorer i kombination med klimamæssige tilbagekoblingsmekanismer.
De primære astronomiske drivkraftmekanismer er en højere end normal orbital excentricitet, en lav aksehældning og tilpasningen af solhvervet i juni med aphelium, det tidspunkt hvor himmellegemet er fjernest fra Solen.
Hver af disse virkninger forekommer cyklisk.
Excentriciteten ændres for eksempel over tidscyklusser på ca. 100.000 til 400.000 år, med værdien mindre end 0,01 op til 0,05.
For tidscyklussen på ca. 100.000 ændrer den halve lilleakse sig i forhold til den halve storakse med 99,95% – for tidscyklussen på ca. 400.000 er det 99,88%.
Jorden gennemløber i øjeblikket den geologiske periode der kaldes den kvartære og er i den holocæne mellemistid, som man forventer vil slutte om ca. 25.000 år.
Imidlertid kan en øget frigivelse af kuldioxid til atmosfæren forsinke påbegyndelsen af den næste istid indtil i det mindste 50.000-130.000 år fra nu.
Imidlertid vil en global opvarmningsperiode med begrænset varighed – baseret på antagelsen om at brug af fossilt brændstof ophører inden år 2200 – sandsynligvis kun påvirke istiden med omkring 5.000 år.
Således ville en kort periode med global opvarmning strækkende sig over et par århundreder på grund af drivhusgasudledninger kun have en begrænset indflydelse på lang sigt.

### Aksehældning
Månens tidevandsacceleration bremser Jordens rotationshastighed og øger afstanden mellem Jorden og Månen (Månens omløbsbane).
Friktionseffekter – mellem kernen og kappen og mellem atmosfæren og overfladen – kan sprede Jordens rotationsenergi (en: 'can dissipate the Earth's rotational energy').
De kombinerede effekter forventes at øge dagslængden med mere end 1,5 time i løbet af de næste 250 millioner år og øge aksehældningen med cirka en halv grad.
Afstanden til Månen vil stige med ca. 1,5 jordradier i samme periode.
Baseret på computermodeller ser månens tilstedeværelse ud til at stabilisere Jordens aksehældning, hvilket kan hjælpe planeten med at undgå dramatiske klimaændringer.
Denne stabilitet opnås, fordi månen øger præcessionshastigheden for Jordens rotationsakse og derved undgår resonanser mellem rotationens præcession og præcessionen af planetens orbitalplan − det vil sige præcessionsbevægelsen for ekliptika, aksens 'slingren'.
Efterhånden som månebanens halve storakse fortsætter med at stige, vil denne stabiliserende effekt mindskes.
På et tidspunkt vil forstyrrelseseffekter sandsynligvis forårsage kaotiske variationer i Jordens aksehældning, og den aksiale hældning kan ændre sig med vinkler helt op til 90° fra baneplanet.
Det forventes at ske om mellem 1,5 og 4,5 milliarder år.
En stor aksehældning vil sandsynligvis resultere i dramatiske ændringer i klimaet og kan ødelægge planetens beboelighed.
Når Jordens aksehældning overstiger 54°, er den årlige solindstråling ved ækvator mindre end ved polerne.
Planeten kan forblive i en aksehældning fra 60° til 90° i perioder så længe som 10 millioner år.

## Geodynamik
Tektonikbaserede begivenheder vil fortsætte med at forekomme langt ud i fremtiden, og overfladen omformes vedvarende af tektonisk bjergkædefoldning (orogenese), ekstruderinger og erosion.
Vesuv kan forventes i udbrud ca. 40 gange i løbet af de næste 1.000 år.
I samme periode skulle omkring fem til syv jordskælv med en styrke på 8 eller derover forekomme langs San Andreas-forkastningen, mens der kan forventes omkring 50 hændelser over hele verden med styrke 9 (se richterskalaen).
Mauna Loa – en skjoldvulkan på Hawaii – skulle have omkring 200 udbrud i løbet af de næste 1.000 år, og gejseren Old Faithful i Yellowstone National Park vil sandsynligvis ophøre med at fungere.
Niagaravandfaldene vil fortsætte med at trække sig tilbage opstrøms og nå Buffalo i delstaten New York om 30.000-50.000 år.
I løbet af 10.000 år vil Østersøens landhævning have reduceret dybden med ca. 90 m.
Hudsonbugtens dybde vil formindskes med 100 m i samme periode.
Efter 100.000 år vil øen Hawaii have bevæget sig ca. 9 km mod nordvest.
Jorden er muligvis på vej ind i endnu en istid på dette tidspunkt.

### Kontinentaldrift
|  | Eftersyn Dette afsnit bør gennemlæses af en person med fagkendskab for at sikre den faglige korrekthed. ..bl.a. for udtrykkene 'introversion' og 'ekstroversion' i forbindelse med 'underskydning', subduktion |

Ifølge teorien om pladetektonik bevæger Jordens kontinenter sig med en hastighed på nogle få centimeter om året.
Det forventes at fortsætte og vil få pladerne til at omplacere sig og kollidere.
Kontinentaltdriften har to drivkræfter: energiproduktionen i Jorden og tilstedeværelsen af en hydrosfære.
Med tabet af en af dem vil den kontinentale drift stoppe.
Produktionen af varme som radiogen varme er tilstrækkelig til at opretholde kappekonvektion og pladesubduktion i mindst de næste 1,1 milliarder år.
I øjeblikket bevæger kontinenterne i Nord- og Sydamerika sig vestover fra Afrika og Europa.
Der er lavet scenarier der søger at vise hvordan det vil fortsætte i fremtiden.
Man kan skelne mellem disse geodynamiske modeller ud fra subduktionen: hvordan oceanbundspladen bevæger sig ind under et kontinent.
I den model der kaldes introversion bliver det yngre (indre, Atlanterhavet) fortrinsvis underskudt eller 'subduceret', og den nuværende bevægelse af Nord- og Sydamerika vendes.
I den model der kaldes ekstroversion forbliver det ældre (udvendige, Stillehavet) fortrinsvis underskudt eller subduceret, og Nord- og Sydamerika vil bevæge sig mod det østlige Asien.
Efterhånden som forståelsen af geodynamik forbedres, vil disse modeller blive genstand for revision.
I 2008 blev for eksempel en computersimulering brugt til at forudsige, at en omorganisering af kappekonvektionen (se 'De første kontinenter') vil finde sted i løbet af de næste 100 millioner år, hvilket får et superkontinent bestående af Afrika, Eurasia, Australien, Antarktis og Sydamerika til at dannes omkring Antarktis.
Uanset resultatet af den kontinentale bevægelse vil den fortsatte subduktionsproces medvirke til at vand transporteres til kappen.
En geofysisk model giver det skøn at om ca. en milliard år vil 27% af den nuværende havmasse være underskudt eller subduceret.
Hvis denne proces skulle fortsætte umodificeret ind i fremtiden, vil subduktion og frigivelsen (af vand til overfladen?, en: 'subduction and release') have nået en ligevægt efter at 65% af den nuværende havmasse er blevet underskudt eller 'subduceret'.

#### Introversion
Christopher Scotese (f. 1953) og hans kolleger har kortlagt de mulige bevægelser flere hundrede millioner år ud i fremtiden som del af 'Paleomap'-projektet.
I deres scenarie kan Middelhavet forsvinde i løbet af de næste 50 millioner år, og sammenstødet mellem Europa og Afrika vil skabe en lang bjergkæde, der strækker sig til den nuværende placering af den Persiske Golf.
Australien vil flyde sammen med Indonesien, og Baja California-halvøen vil bevæge sig mod nord langs kysten.
Nye subduktionszoner kan dukke op ud for den østlige kyst i Nord- og Sydamerika, og bjergkæder dannes langs disse kystlinjer.
Bevægelsen af Antarktis mod nord vil få al dens indlandsis til at smelte.
Sammen med afsmeltningen af den grønlandske indlandsis vil det bevirke en hævning af det gennemsnitlige havniveau med ca. 90 m.
Den indre oversvømmelse (en: 'inland flooding') af kontinenterne vil resultere i klimaændringer.
Efterhånden som dette scenarie fortsætter vil den kontinentale spredning – om ca. 100 millioner år – have nået sit maksimale omfang, og kontinenterne vil derefter begynde at flyde sammen.
Om 250 millioner år vil Nordamerika kollidere med Afrika.
Sydamerika vil vikle sig rundt om den sydlige spids af Afrika.
Resultatet bliver dannelsen af et nyt superkontinent (undertiden betegnet Pangæa Ultima), hvor Stillehavet strækker sig over halvdelen af planeten.
Antarktis vil vende retning tilbage mod Sydpolen og opbygge en ny iskappe.

#### Ekstroversion
Den første videnskabsmand, der ekstrapolerede kontinenternes bevægelser, var den canadiske geolog Paul F. Hoffman fra Harvard University.
1992 forudsagde han, at kontinenterne i Nord- og Sydamerika vil fortsætte med at bevæge sig over Stillehavet og dreje rundt om Sibirien, indtil de begynder at fusionere med Asien.
Han kaldte det resulterende superkontinent for Amasia, Amasien.
I 1990'erne forudsagde Roy Livermore et lignende scenarie:
at Antarktis vil begynde at bevæge sig nordpå og Østafrika og Madagaskar bevæge sig tværs over Det Indiske Ocean for at kollidere med Asien.
I en ekstroversionsmodel (en: 'closure of exterior oceans') vil lukningen af Stillehavet være afsluttet om ca. 350 millioner år.
Det markerer afslutningen af den nuværende superkontinentcyklus, hvor kontinenterne splittes fra hinanden og derefter går sammen igen omkring hvert 400-500 millioner år.
Når superkontinentet er dannet, kan pladetektonikken gå ind i en fase med inaktivitet, når subduktionshastigheden falder med en størrelsesorden (en: 'drops by an order of magnitude').
En sådan periode med stabilitet kan forårsage en stigning i kappetemperaturen med en hastighed på 30-100 °C hvert 100 millioner år, som er den minimale levetid for tidligere superkontinenter.
En konsekvens kan være at vulkansk aktivitet vil stige.

#### Superkontinent
Dannelsen af et superkontinent kan dramatisk påvirke miljøet.
Kollisionen af plader vil resultere i opbygning af bjergkæder og derved ændre vejrmønstret.
Havniveauet kan falde på grund af øget isdannelse.
Hastigheden for overfladeforvitring kan stige, hvilket resulterer i en stigning i den hastighed hvormed organisk materiale begraves.
Superkontinenter kan forårsage et fald i de globale temperaturer og en stigning i atmosfærisk ilt.
Det kan igen påvirke klimaet og yderligere sænke temperaturerne.
Alle disse ændringer kan resultere i hurtigere biologisk udvikling, når nye økologiske nicher opstår.
Dannelsen af et superkontinent isolerer kappen (en: 'insulates the mantle').
Varmestrømmen vil blive koncentreret, hvilket resulterer i vulkanisme og oversvømmelse af store områder med basalt.
Der dannes kløfter (en: 'rifts', gravsænkninger ?), og superkontinentet brydes op igen.
Der kan derefter indtræde en opvarmningsperiode, som det skete i kridttiden.

### Størkning af den ydre kerne
Jordens jernholdige kerne er opdelt i en solid indre kerne med en radius på ca. 1.220 km og en flydende ydre kerne med en tykkelse på ca. 2.260 km.
Jordens rotation skaber konvektive hvirvler i det ydre kerneområde, der får den til at fungere som en dynamo.
Det genererer en magnetosfære omkring Jorden, der afleder partikler fra solvinden, hvilket forhindrer betydelig erosion af atmosfæren ved sputtering, 'forstøvning'.
Når varme fra kernen overføres udad mod kappen, er nettotendensen at den indre grænse af det flydende ydre kerneområde 'fryser' (en: freeze), hvorved termisk energi frigives og får den faste indre kerne til at vokse.
Denne jernkrystallisationsproces har pågået i omkring en milliard år.
I 'den moderne æra' (en: 'in the modern era') udvides radien for den indre kerne med en gennemsnitlig hastighed på ca. 0,5 mm om året på bekostning af den ydre kerne.
Næsten al den energi, der kræves for at drive dynamoen, kommer fra den proces der danner den indre kerne.
Den indre kernes vækst forventes at have opslugt det meste af den ydre kerne om 3-4 milliarder år, hvilket resulterer i en næsten solid kerne sammensat af jern og andre tunge elementer.
Den resterende flydende del (en: 'surviving liquid envelope') vil hovedsagelig bestå af lettere elementer, der vil være udsat for mindre opblanding.
Hvis pladetektonikken imidlertid ophører på et tidspunkt, vil det indre afkøles mindre effektivt, hvilket kan stoppe væksten af den indre kerne.
I begge tilfælde kan det resultere i tab af den magnetiske dynamo,
og uden en fungerende dynamo vil Jordens magnetfelt forfalde i løbet af en geologisk set kort tidsperiode på ca. 10.000 år.
Tabet af magnetosfæren vil medføre en øget erosion af lette elementer, især brint, fra Jordens ydre atmosfære ud i rummet, hvilket resulterer i mindre gunstige betingelser for liv.

## Solens udvikling
Solens energiproduktion er baseret på termonuklear fusion af brint til helium.
Det forekommer i stjernens kerneområde som en proton-proton-kædereaktion.
Fordi der ikke er nogen konvektion i solkernen, bygges heliumkoncentrationen op i dette område uden at blive fordelt ud over stjernen.
Temperaturen i solens kerne er for lav til nuklear fusion af heliumatomer gennem tripel-alfa-processen – hvor tre heliumatomkerner samles til en kulstofatomkerne – således at disse atomer ikke bidrager til den nettoenergiproduktion, der er nødvendig for at opretholde hydrostatisk ligevægt i Solen.
På nuværende tidspunkt er næsten halvdelen af brinten i kernen opbrugt, således at resten af atomerne primært består af helium.
Efterhånden som antallet af hydrogenatomer per masseenhed falder, falder også deres energiproduktion ved nuklear fusion.
Det resulterer i et fald i det understøttende tryk (en: 'decrease in pressure support'), hvilket får kernen til at trække sig sammen, indtil den øgede tæthed og temperatur bringer kernetrykket i ligevægt med lagene ovenfor.
Den højere temperatur får den resterende brint til at gennemgå fusion i et hurtigere tempo, hvilket genererer den energi, der er nødvendig for at opretholde ligevægten.
Resultatet af denne proces har været en stabil stigning i solens energiproduktion.
Da Solen først blev en stjerne i den såkaldte 'hovedserie' i Hertzsprung-Russell-diagrammet, udstrålede den kun 70% af den aktuelle lysstyrke.
Lysstyrken er forøget næsten lineært op til nutiden med ca. 1% for hver 110 millioner år.
Ligeledes forventes solen om tre milliarder år at være 33% mere lysstærk.
Brintbrændstoffet i kernen vil endelig være opbrugt om ca. fem milliarder år, hvor solen vil være 67% mere lysende end på nuværende tidspunkt.
Derefter vil solen fortsætte med at brænde brint i en skal, der omgiver dens kerne, indtil lysstyrken når 121% over den nuværende lysstyrke.
Det markerer afslutningen på Solens tid som en stjerne i hovedserien; derefter vil den passere gennem en fase som 'underkæmpestjerne' (en: 'subgiant') og udvikle sig til en rød kæmpe.
På det tidspunkt skulle sammenstødet mellem de to galakser Mælkevejen og Andromeda være i gang.
Selv om det kan resultere i, at solsystemet slynges ud af den nyligt kombinerede galakse, anses det for usandsynligt, at det vil have nogen negativ indvirkning på solen eller dens planeter.

### Klimapåvirkning
Silikatmineraler vil forvitre hurtigere i takt med at stigende temperaturer fremskynder kemiske processer.
Det vil igen sænke niveauet for kuldioxid i atmosfæren, da disse forvitringsprocesser omdanner kuldioxid til faste karbonater.
I løbet af de næste 600 millioner år vil koncentrationen af kuldioxid falde under den kritiske tærskel, der er nødvendig for at opretholde C3-fotosyntesen: ca. 50 ppm, dele per million.
På det tidspunkt vil træer og skove i deres nuværende former ikke længere være i stand til at overleve, de sidste levende træer vil være stedsegrønne nåletræer.
C4-kulstoffiksering kan imidlertid fortsætte med meget lavere koncentrationer, ned til over 10 ppm.
Således kan planter der bruger C4-fotosyntese være i stand til at overleve i mindst 0,8 milliarder år og muligvis så længe som 1,2 milliarder år, hvorefter stigende temperaturer vil gøre biosfæren uholdbar.
I øjeblikket repræsenterer C4-planter ca. 5% af Jordens plantebiomasse og 1% af dens kendte plantearter.
For eksempel bruger ca. 50% af alle græsarter (Poaceae) den C4-fotosyntetiske stofskiftevej, ligesom mange arter i den urteagtige familie Amaranthaceae.
Når kuldioxidniveauerne falder til den grænse, hvor fotosyntesen knap kan opretholdes, forventes andelen af kuldioxid i atmosfæren at svinge op og ned.
Det tillader landvegetation at blomstre hver gang niveauet af kuldioxid stiger på grund af tektonisk aktivitet og fra dyrelivets respiration.
Den langsigtede tendens er dog, at plantelivet på land helt dør ud, da det meste af det resterende kulstof i atmosfæren bliver bundet i Jorden (en: 'carbon sequestration').
Nogle mikrober er i stand til at fotosyntetisere ved koncentrationer af kuldioxid på nogle få ppm, dele per million; disse livsformer vil derfor sandsynligvis kun forsvinde på grund af stigende temperaturer og tabet af biosfæren.
Planter – og i forlængelse heraf dyr – kunne overleve længere ved at udvikle andre strategier som for eksempel mindre behov for kuldioxid til fotosyntetiske processer, ved at blive kødædende, at tilpasse sig udtørring ('desiccation') eller ved at gå i forbindelse med svampe, heterotrofi.
Disse tilpasninger vil sandsynligvis dukke op nær begyndelsen af tilstanden betegnet som 'det fugtige drivhus' (en: 'moist greenhouse', se afsnittet 'Havenes forsvinden').
Tab af planteliv vil også resultere i det endelige tab af ilt såvel som ozon ved dyrs respiration, kemiske reaktioner i atmosfæren og vulkanudbrud.
Det vil resultere i en svækket dæmpning ('attenuering') af DNA-ødelæggende UV, såvel som uddøden af dyr.
De første dyr der forsvinder vil være store pattedyr efterfulgt af små pattedyr, fugle, padder (amfibier) og store fisk, krybdyr og små fisk og til sidst hvirvelløse dyr.
Inden det sker, forventes det at livet vil koncentrere sig om refugier med lavere temperatur som højereliggende områder, hvor der er mindre landoverfladeareal, hvilket begrænser størrelsen af populationerne.
Mindre dyr vil overleve bedre end større på grund af mindre iltbehov, mens fugle vil klare sig bedre end pattedyr takket være deres evne til at bevæge sig over store afstande på udkig efter koldere temperaturer.
I deres arbejde The Life and Death of Planet Earth har forfatterne Peter D. Ward og Donald Brownlee hævdet, at en form for dyreliv kan fortsætte, selv efter at det meste af Jordens planteliv er forsvundet.
Ward og Brownlee bruger fund af fossiler på lokaliteten Burgess Shale i British Columbia, Canada, til at bestemme klimaet i den kambriske eksplosion. De bruger det til at forudsige fremtidens klima, når stigende globale temperaturer forårsaget af en hedere sol og faldende iltniveauer resulterer i den endelige udryddelse af dyrelivet.
De forventer, at i begyndelsen kan nogle insekter, firben, fugle og små pattedyr fortsætte sammen med livet i havet.
Uden plantelivets vedligeholdelse af iltniveauet tror de imidlertid, at dyrelivet sandsynligvis vil uddø på grund af asfyksi, kvælning, inden for et par millioner år.
Selv hvis der skulle forblive tilstrækkelig ilt i atmosfæren gennem en periode hvor der stadig var en form for fotosyntese, vil den stadige stigning i den globale temperatur resultere i et gradvis tab af biodiversitet.
I takt med at temperaturerne fortsætter med at stige, vil den sidste rest af dyrelivet blive drevet mod polerne og muligvis under jorden.
Denne rest vil primært være aktiv under polarnatten og være i en slags sommer- eller tørkedvale under polardagen på grund af den intense varme.
Meget af overfladen vil blive en gold ørken og livet primært være at finde i verdenshavene.
På grund af et fald i mængden af organisk materiale, der løber ud i oceanerne fra land såvel som et fald i opløst ilt, vil også livet i havet forsvinde efter et lignende mønster som på jordoverfladen.
Denne proces vil begynde med tabet af ferskvandsarter og afsluttes med hvirvelløse dyr, især dem der ikke er afhængige af levende planter som termitter eller dem i nærheden af hydrotermiske væld som orme af slægten Riftia, rørorme.
Som et resultat af disse processer kan multicellulære livsformer være uddøde om ca. 800 millioner år og eukaryoter om ca. 1,3 milliarder år, hvilket kun efterlader prokaryoterne, encellede organismer der ikke har cellekerne.

### Havenes forsvinden
Om én milliard år vil ca. 27% af havene have bevæget sig ind under kappen, være subduceret eller 'underskudt' kappen.
Hvis den proces fortsatte uafbrudt, ville der indtræde en ligevægtstilstand, hvor 65% af det nuværende overfladerumfang ville forblive på overfladen.
Når solens lysstyrke er 10% højere end dens nuværende værdi, vil den gennemsnitlige globale overfladetemperatur stige til 320 K (47 °C; 116 °F).
Atmosfæren vil blive et "fugtigt drivhus", der vil føre til en løbsk fordampning af verdenshavene.
På det tidspunkt viser modeller af Jordens fremtidige miljø, at stratosfæren vil indeholde stigende niveauer af vand.
Disse vandmolekyler nedbrydes af Solens UV-stråling ved fotodissociation eller fotolyse, så brint undslipper atmosfæren.
Nettoresultatet ville være tab af verdens havvand om ca. 1,1 milliarder år. – et markant enkeltbidrag til udslettelsen af livet på Jorden.
Der vil være to variationer af denne fremtidige feedback ved opvarmning: det 'fugtige drivhus' og det 'løbske drivhus' (en: 'moist' og 'runaway' greenhouse):
Under det 'fugtige drivhus' vil vanddamp dominere troposfæren og begynde at samle sig i stratosfæren – hvis oceanerne fordamper meget hurtigt.
Under det 'løbske drivhus' vil vanddamp blive en dominerende komponent i atmosfæren – hvis oceanerne fordamper for langsomt.
I denne oceanfri periode vil der fortsat være overfladereservoirer når vandet frigives jævnt fra den dybe skorpe og kappe, hvor det vurderes at der dér er en mængde vand svarende til flere gange det der for tiden findes i Jordens have.
Noget vand kan tilbageholdes ved polerne, og der kan lejlighedsvis være regnvejr, men for det meste vil planeten være en tør ørken med store klitter, der dækker dens ækvator og nogle saltørkener eller saltsletter på det der engang var havbunden, svarende til dem i Atacamaørkenen i Chile.
Uden vand til at fungere som smøremiddel vil pladetektonikken meget sandsynligt stoppe, og de mest synlige tegn på geologisk aktivitet vil være skjoldsvulkaner beliggende over geologiske 'hot spots' på kappen.
Under disse tørre forhold kan planeten opretholde et vist mikrobielt og muligvis endda flercellet liv.
De fleste af disse mikrober vil være halofile ('saltelskende'), og livet kunne finde tilflugt i atmosfæren, som man har foreslået det er sket på Venus.
Imidlertid vil de stadig forøgede ekstreme forhold sandsynligvis føre til udryddelse af prokaryoterne om mellem 1,6 milliarder år og 2,8 milliarder år, hvor den sidste rest af dem lever i resterende søer eller vanddamme på høje breddegrader og højder eller i huler hvor der stadig er is.
Underjordisk liv kunne dog vare længere.
Hvad der sker herefter, vil afhænge af niveauet for tektonisk aktivitet.
En jævn frigivelse af kuldioxid ved vulkanudbrud kan få atmosfæren til at komme i en tilstand som et slags 'superdrivhus' som planeten Venus.
Men uden overfladevand vil pladetektonik sandsynligvis ophøre, og de fleste af karbonaterne vil forblive sikkert begravet, indtil Solen bliver en rød kæmpe, og dens øgede lysstyrke opvarmer klippemassiver til et punkt hvor kuldioxid bliver
frigivet.
Verdenshavenes forsvinden kan forsinkes til om ca. to milliarder år, hvis det atmosfæriske tryk skulle falde.
Et lavere atmosfærisk tryk vil reducere drivhuseffekten og derved sænke overfladetemperaturen.
Det kan forekomme, hvis naturlige processer fjerner nitrogenet fra atmosfæren – se kvælstofkredsløbet.
Undersøgelser af organiske sedimenter har vist, at mindst 100 kilopascal (0,99 atm) nitrogen er blevet fjernet fra atmosfæren i løbet af de sidste fire milliarder år, nok til effektivt at fordoble det aktuelle atmosfæretryk, hvis det skulle frigives.
Fjernelse af nitrogen i et sådant omfang, fjernelsesgrad, vil være tilstrækkeligt til at imødegå virkningerne af Solens forøgede lysstyrke i de næste to milliarder år.
Om 2,8 milliarder år vil Jordens overfladetemperatur være nået 422 K (149 °C; 300 °F), selv ved polerne.
Da vil ethvert resterende liv slukkes på grund af de ekstreme forhold.
Hvis alt vand på Jorden er fordampet på dette tidspunkt, vil planeten forblive under de samme forhold med en konstant stigning i overfladetemperaturen, indtil Solen bliver en rød kæmpe.
Hvis ikke, vil mængden af vanddamp i den nedre atmosfære om 3-4 milliarder år stige til 40%, og en "fugtig drivhuseffekt" begynder, når lysstyrken fra Solen når 35-40% mere end dens nutidige værdi.
En "løbsk drivhuseffekt" vil opstå, hvilket får atmosfæren til at varme op og hæve overfladetemperaturen til ca. 1.600 K (1.330 °C; 2.420 °F).
Det er tilstrækkeligt til at smelte Jordens overflade. Dog vil det meste af atmosfæren bevares, indtil solen er gået ind i fasen som 'rød kæmpe'.
Med livets udryddelse om ca. 2,8 milliarder år forventes det også, at Jordens biosignaturer vil forsvinde og blive erstattet af signaturer forårsaget af ikkebiologiske processer.

### Solen som 'rød kæmpe'
| 1. Kernen          | 2. Strålingszone |
| 3. Konvektionszone | 4. Fotosfære     |
| 5. Kromosfære      | 6. Korona        |
| 7. Protuberans     |                  |

Når solen skifter fra at brænde brint i sin kerne til at brænde brint i en skal omkring kernen, vil kernen begynde at trække sig sammen, og den ydre omkransning, indhylning (en: 'outer envelope', se Solens livscyklus) vil udvide sig.
Den samlede lysstyrke vil støt stige over de følgende milliarder år, indtil den når 2.730 gange Solens nuværende lysstyrke i en alder af 12.167 milliarder år.
Det meste af Jordens atmosfære vil gå tabt i rummet, og dens overflade vil bestå af et 'hav af lava' – som de hypotetiske lavaplaneter – med flydende kontinenter af metaller og metaloxider samt bjerge af ildfaste materialer, hvor dens overfladetemperatur når op til mere end 2.400 K (2.130 °C; 3.860 °F).
Solen vil opleve et hurtigere massetab med ca. 33% af sin samlede masse spredt med solvinden.
Massetabet vil betyde at planeternes bane vil udvides.
Jordens omløbsbane (en: 'orbital distance') øges til højst 150% af dens nuværende værdi.
Solens ekspansion til en rød kæmpe vil ske hurtigst i de sidste faser, hvor den er omkring 12 milliarder år gammel.
Den vil sandsynligvis udvides, opsluge både Merkur og Venus og nå en maksimal radius på 1,2 AU, astronomiske enheder ≈ 180.000.000 km.
Jorden vil interagere tidevandsmæssigt med solens ydre atmosfære, hvilket vil bidrage til at reducere Jordens omløbsradius.
Tiltrækningen fra solens kromosfære vil også reducere Jordens bane.
Disse virkninger vil indtræffe for at modvirke virkningen af Solens tab af masse, og Jorden vil sandsynligvis blive opslugt af Solen.
Tiltrækningen fra solatmosfæren kan forårsage, at Månens bane henfalder.
Når månens bane nærmer sig en afstand på 18.470 km, vil den overskride Jordens Roche-grænse, jf. Hill-sfære.
Det betyder, at tidevandsinteraktion med Jorden vil splitte Månen ad og omdanne den til et ringsystem, en planetring, som er en ring af støv eller andre små partikler, der er i omløb om en planet i et fladt skivelignende område.
Det meste af den kredsende ring vil derefter begynde at henfalde, og affaldet vil påvirke Jorden.
Så selv om Jorden ikke skulle blive opslugt af Solen, ville den alligevel kunne blive uden måne.
Ablationen (tabet) og fordampningen forårsaget af dens forløb på en henfaldende bane (en: 'by its fall on a decaying trajectory') mod Solen kan fjerne Jordens kappe og kun efterlade dens kerne, som til sidst vil blive ødelagt efter højst 200 år.
Efter denne begivenhed vil det eneste Jorden efterlader sig være en meget lille stigning (0,01%) i solmetalliciteten.§IIC

### Efter fasen som 'rød kæmpe'
Efter ved fusion i sin kerne at have omdannet helium til kulstof, vil Solen igen begynde at kollapse og udvikle sig til en kompakt hvid dværgstjerne efter at have slynget sin ydre atmosfære ud som planetarisk tåge.
Den forudsagte slutmasse er 54,1% af nutidsværdien, sandsynligvis bestående af kulstof og ilt.
I øjeblikket bevæger Månen sig bort fra Jorden med en hastighed på ca. 4 cm om året.
I løbet af 50 milliarder år – hvis Jorden og Månen ikke er blevet opslugt af Solen – vil de indgå i en bunden rotation i en større, stabil bane, hvor hver især kun viser én side til den anden.
Derefter vil Solens tidevandsvirkning udtrække impulsmoment fra systemet hvilket får det selenocentriske kredsløb til at henfalde og Jordens omdrejningstal til at accelerere.
Om ca. 65 milliarder år (en: 'In about 65 billion years') forudses det, at Månen kan ende med at kollidere med Jorden på grund af, at den resterende energi fra Jord-Måne-systemet er svækket af den resterende sol, hvilket får Månen til langsomt at bevæge sig indad mod Jorden.
Hvis Jorden ikke ødelægges af den ekspanderende røde kæmpe om 7,6 milliarder år, vil de resterende planeter i solsystemet blive kastet ud af systemet ved voldsom tilbagevending til oprindelig tilstand, 'relaksation' (? en: 'violent relaxation') på en tidsskala på 1019 år.
Hvis det ikke sker for Jorden, vil planetens endelige skæbne være, at den kolliderer med Solen som 'sort dværg' ved banehenfald på grund af gravitationsstråling – fluktuationer i den firedimensionelle rumtids krumning – om 1020 år (100 billioner / kvintillioner efter kort skala).